# マット・ミアズガ
マシュー・ミアズガ（Matthew Miazga、1995年7月19日 - ）は、アメリカ合衆国ニュージャージー州クリフトン出身のサッカー選手。アメリカ代表。FCシンシナティ所属。ポジションはディフェンダー。

## 経歴

### クラブ
ニュージャージー州クリフトンで生まれた。2009年にレッドブルズアカデミーに加入。その4年後、17歳でプロ契約を結んだ。ニューヨーク・レッドブルズでのデビューは18歳になったばかりの時だった。
2015年にはメジャーリーグサッカーで注目を集める選手にまで成長。レッドブルズではレギュラーに定着し、北米リーグでのクラブ最高成績に貢献。レッドブルズではCONCACAFチャンピオンズリーグも経験した。所属していたニューヨーク・レッドブルズとの契約を1年残していたが、2016年から地元のクラブを離れる決断を下した。
2016年1月30日、イングランドのチェルシーへ4年半の契約で加入することが発表された。チェルシーでの史上初のアメリカ合衆国出身選手となった。
2016年8月31日、エールディヴィジ・フィテッセにレンタル移籍した。
2017年7月28日、再びフィテッセにレンタル移籍した。
2018年8月3日、チェルシーとの契約を2022年まで更新したうえ、2018-19シーズンはリーグ・アンのFCナントにレンタル移籍することが発表された。
2019年1月25日、FCナントから復帰し、そのまま今シーズンの終わりまでレディングFCにローン移籍することが決まった。2019年7月、レンタル期間が2019-20シーズン終了までに延長された。
2020年10月3日、RSCアンデルレヒトにローン移籍することが決まった。
2021年8月20日、デポルティーボ・アラベスにローン移籍することが決まった。

### 代表
両親の故郷であるポーランド代表としてプレーすることもできたが、自身が生まれ育ったアメリカ代表を選択。2015年11月に行われた2018 FIFAワールドカップ・北中米カリブ海予選のセントビンセント・グレナディーン戦に途中出場し、国籍選択の話題にピリオドを打った。2017 CONCACAFゴールドカップのニカラグア戦で代表初得点を挙げた。